# Граевский, Виктор
Виктор Граевский (ивр. ויקטור גרייבסקי‎, пол. Wiktor Grajewski; 29 июля 1925 года — 18 октября 2007 года) — израильский журналист. Передал в спецслужбы Израиля секретную речь Никиты Хрущёва на закрытом заседании XX съезда КПСС, в которой тот осудил преступления Сталина, благодаря чему она распространилась в мире.

## Молодые годы в Польше
Виктор Граевский родился в Польше, в Кракове, в 1925 году под именем Виктор Шпильман. В молодые годы, во время Второй мировой войны, бежал в СССР. Вернулся в Польшу в 1946 году и изменил фамилию на Граевский, чтобы это слышалось более по-польски. Его семья иммигрировала в Израиль в 1949 году, но Граевский остался в Польше, потому что хотел учиться. Он поступил в Академию политических наук в Варшаве, на факультет журналистики. После окончания, в период правления коммунистов в Польше, был принят на работу в качестве журналиста в Польское агентство печати (PAP). В декабре 1955 года он посетил Израиль и встретился с родственниками. После этого начал ощущать солидарность с Государством Израиль и отказался от коммунистических убеждений, но вернулся в Польшу, потому что хотел официально репатриироваться в Израиль, а не бежать. По возвращении в Польшу он продолжил свою работу в PAP. Граевский подружился с Люцией Барановской, молодой польской еврейкой, служившей секретаршей у Эдварда Охаба, который был на короткое время, с марта по октябрь 1956 года, первым секретарём ЦК правящей коммунистической партии Польши ПОРП (а впоследствии, в период с 1964 по 1968 год, президентом Польши).

## Секретная речь Хрущёва

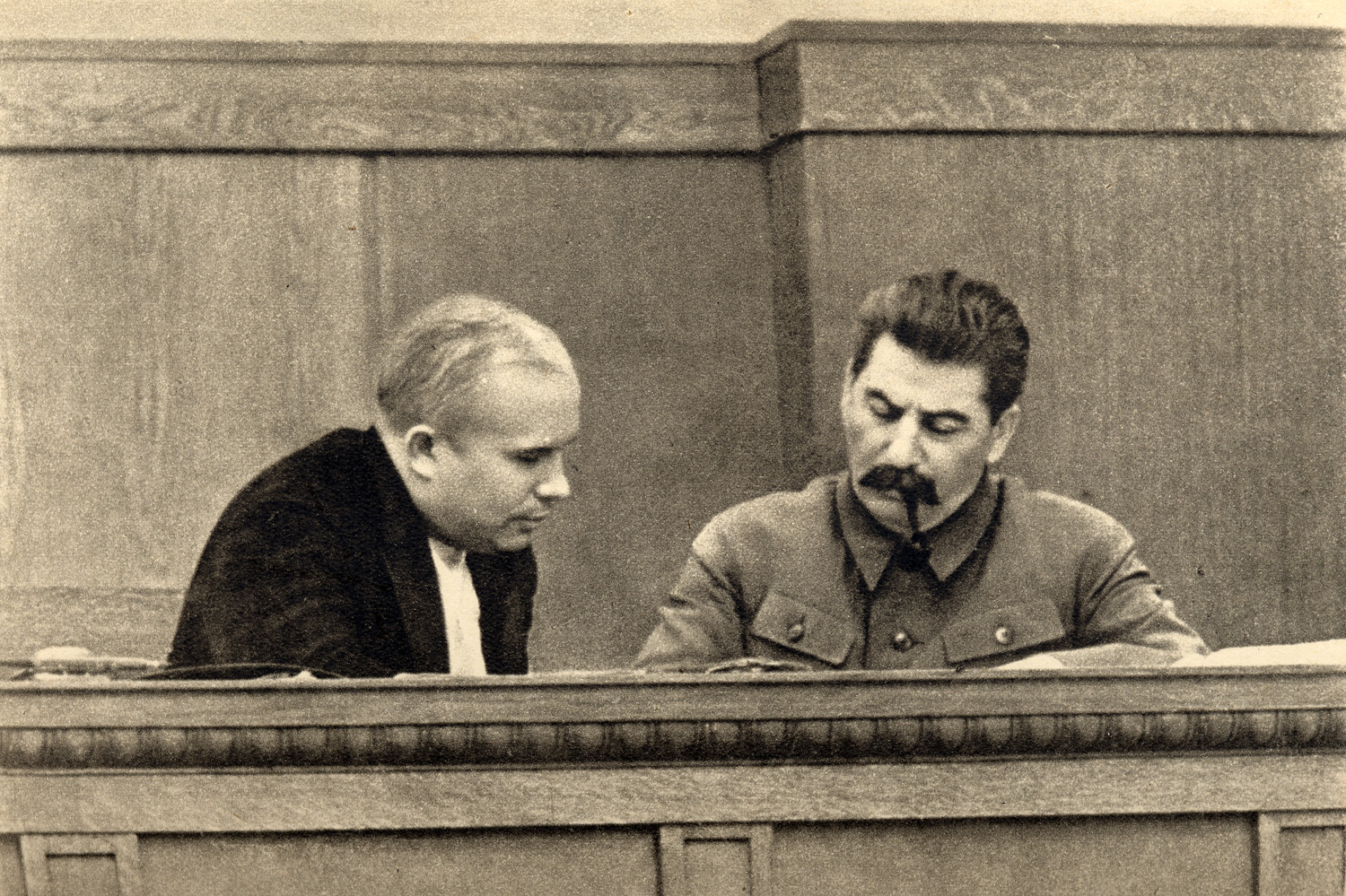
Хрущёв и Сталин

В феврале 1956 года в Москве состоялся XX съезд Коммунистической партии Советского Союза. Никита Хрущёв, первый секретарь партии и фактически правитель СССР, произнёс 25 февраля секретную речь, в которой осудил преступления Сталина. Секретность речи была сохранена, но в мире распространились отдельные отрывки. Разведки западных стран поставили перед собой первоочередную задачу — получить копию речи. Из всех разведслужб в мире победила израильская, с помощью Виктора Граевского.
Граевский, на свой страх и риск, попросил «почитать» приглянувшуюся ему тетрадку, и Барановская, у которой было полно работы в связи со вступлением шефа в должность, после загадочной смерти его предшественника, Болеслава Берута, рассеянно согласилась. Граевский сфотографировал и быстро вернул папку на место. Позднее он направился в посольство Израиля. Израильское посольство в Варшаве считалось «западным» в глазах властей и было под наблюдением полицейских и сотрудников службы безопасности, но, несмотря на это, ему удалось войти и тайно внести документ. Он не был агентом служб Израиля или кандидатом на вербовку, а сделал это самостоятельно, из солидарности с Государством Израиль. Публикация документа вызвала бурю во всём мире. Его получение стало историческим достижением молодой израильской разведки, и Моссад сделал первый шаг к всемирному признанию.

## Жизнь в Израиле
В январе 1957 года Граевскому удалось иммигрировать в Израиль в волну репатриации, которую прозвали «Алиёй Гомулки». После учёбы в ульпане ему была предложена работа в отделе по делам Восточной Европы в МИД. В то же время Голос Израиля начал транслировать передачи на коротких волнах на польском языке, и Граевский получил работу редактора и диктора. В 1958 году создал и стал первым директором редакции вещания на русском языке. Много лет работал в Израильском управлении телерадиовещания, и в последней до выхода на пенсию должности руководил отделом жалоб зрителей и слушателей. Кроме того, Граевский был членом Ревизионной комиссии Общества журналистов.

## Работа в качестве двойного агента Шабака
Вскоре после иммиграции КГБ вышел с ним на связь и предложил стать агентом в Израиле. Граевский принял предложение и сразу же сообщил об этом в Шабак, который превратил его в двойного агента. Граевский как правило передавал в КГБ достоверные данные, чтоб не раскрыться, и только в крайних случаях получал из Шабака сфабрикованную информацию. Его должность директора вещания на русском языке помогла объяснять отношения с русскими структурами в Израиле, в том числе с Русской православной церковью, некоторые из которых были его контактами в КГБ.
Его деятельность продолжалась около 15 лет, в течение которых он был приглашен тайно выехать в Москву для получения ордена Ленина за заслуги перед Советским государством, но решил не ехать.
28 сентября 2007 года, за три недели до смерти, получил медаль за вклад в безопасность государства от начальника Шабака Юваля Дискина. 18 октября того же года ушёл из жизни.

## Подробнее
- Михаэль Бар-Зоар и Нисим Мишаль. глава 3 // Моссад — великие операции (иврит). — Едиот ахронот, 2010 г.
- Йоси Мельман и Дан Равив. Теневые войны: Моссад и другие разведслужбы (иврит). — книги Едиот ахронот, 2012 г. — С. 77—89.